# XBIZ Award for Transexual Performer of the Year
L'XBIZ Award for Trans Performer of the Year è un premio pornografico assegnato all'attrice transessuale votata come migliore dalla XBIZ, l'ente che assegna gli XBIZ Awards, riconosciuti tra i migliori premi del settore (paragonabile al Golden Globe).
Come per gli altri premi, viene assegnato nel corso di una cerimonia che si svolge a Los Angeles, solitamente nel mese di gennaio, dal 2010.

## Vincitrici e candidate

### Anni 2010
| Anno            | 2010 | 2011 | 2012         | 2013 | 2014 | 2015                                                                                            | 2016 | 2017 | 2018 | 2019 |
| --------------- | --- | --- | ------------ | --- | --- | ----------------------------------------------------------------------------------------------- | --- | --- | --- | --- |
| Vincitrice      | Wendy Williams                                                                                            | Mia Isabella | Jesse Flores | Eva Lin | Venus Lux | Venus Lux                                                                                       | Jessy Dubai                                                                                                  | Aubrey Kate | Chanel Santini | Chanel Santini |
| Altre candidate | Allanah Starr Buck Angel Danielle Foxx Gia Darling Hazer Tucker Joanna Jet Kimber James Sexy Jade Vaniity | Morgan Bailey Jesse Flores Kimber James Bailey Jay Joanna Jet Ana Paula Samadat Hazer Tucker Vaniity Wendy Williams |              | Morgan Bailey Joanelle Brooks Bruna Butterfly Amy Daly Danni Daniels Danika Dreams Honey Foxx Foxxy Jordan Jay Venus Lux Jane Marie Mandy Mitchell Tiffany Starr Wendy Williams | Chanelle Couture Natassia Dreams Jesse Flores Jessica Fox Foxxy Khloe Hart Aubrey Kate Joanna Jet Eva Lin Kelli Lox Tyra Scott Tiffany Starr Wendy Summer Wendy Williams | Juli Berdu Jessy Dubai TS Foxxy Khloe Hart Sienna Grace Aubrey Kate Eva Lin Vaniity Alex Victor | Jonelle Brooks Sienna Grace Khloe Hart Aubrey Kate Venus Lux Miran Carla Novaes Chelsea Poe Kendra Sinclaire | Jonelle Brooks Jessy Dubai Nina Lawless Kelli Lox Venus Lux Kylie Maria Chelsea Marie Eva Paradis Domino Presley | Annabelle Lane Aubrey Kate Cassey Kisses Honey Foxxx Jessica Fox Mia Maffia Khloe Kay Natalie Mars Tori Mayes Venus Lux | Kayleigh Coxx Korra Del Rio Janelle Fennec Foxxy Kimberly Haven Aubrey Kate Khloe Kay Lena Kelly Cassey Kisses Venus Lux Natalie Mars Valentina Mia Ryder Monroe Domino Presley |

### Anni 2020
| Anno            | 2020 | 2021 | 2022 | 2023 | 2024 | 2025 |
| --------------- | --- | --- | --- | --- | --- | --- |
| Vincitrice      | Natalie Mars | Casey Kisses | Casey Kisses | Emma Rose | Emma Rose | Ariel Demure |
| Altre candidate | Aspen BrooksAubrey Kate Cassey Kisses Chanel Santini Chelsea Marie Janelle Fennec Jessy Dubai Kendall Penny Khloe Kay Korra Del Rio Lena Kelly Natassia Dreams Venus Lux | Aspen Brooks Aubrey Kate Chanel Santini Chelsea Marie Daisy Taylor Domino Presley Foxxy Jessy Dubai Khloe Kay Korra Del Rio Lena Moon Natalie Mars Natassia Dreams Venus Lux | Natassia Dreams Foxxy Jamie French Aubrey Kate Khloe Kay Chelsea Marie Natalie Mars Lena Moon Korra Del Rio Emma Rose Daisy Taylor Crystal Thayer Jade Venus Izzy Wilde | Cassie Cummings Ariel Demure Jessy Dubai Foxxy Aubrey Kate Khloe Kay Jamie Kelly Casey Kisses Natalie Mars Lena Moon Roxxie Moth Korra Del Rio Jade Venus Izzy Wilde | Valeria Atreides Asia Belle Janie Blade Erica Cherry Ariel Demure Tori Easton Gracie Jane Brittney Kade Kasey Kei Natalie Mars Eva Maxim Lena Moon Jade Venus Izzy Wilde | Zariah Aura Asia Belle Tori Easton Ember Fiera Brittney Kade Kasey Kei Leilani Li Eva Maxim Lola Morena Eros Orisha Autumn Rain Amanda Riley Emma Rose Izzy Wilde |